# Manifestations du 4 octobre 1988 en Algérie
 (mai 2022).
 (octobre 2015).
Si vous disposez d'ouvrages ou d'articles de référence ou si vous connaissez des sites web de qualité traitant du thème abordé ici, merci de compléter l'article en donnant les références utiles à sa vérifiabilité et en les liant à la section « Notes et références ».
Comme de nombreux pays dans les années 1980, l’Algérie a connu des troubles économiques. Alors que la baisse régulière des prix du pétrole s’accélère soudainement en mi 1985, l’Algérie, état membre de l’OPEP dont l’économie se base particulièrement sur les hydrocarbures, entre dans une période de crise à la suite du choc pétrolier mondial.

## Contexte historique
Six ans après l’élection du président Chadli Bendjedid par le parti Front de libération nationale (FLN), l’Algérie succombe dans une crise qui paralyse l’économie et touche surtout les classes les plus démunis.
Ayant un pays qui dépend de 96 % des hydrocarbures pour les exportations, le Contre-choc pétrolier mondial suscite la chute des prix du baril jusqu’à 9 $ américains. Le chef de gouvernement Abdelhamid Brahimi, militant du FLN, Ministre et spécialiste en économie, propose pour limiter les répercussions de l’écroulement, une politique d’austérité qui ne tarde pas à atteindre un seuil alarmant au sein de la société Algérienne. L’économie algérienne déjà fragile, ne peut pas subvenir aux besoins de toute la population, causant la hausse généralisée des coûts et la rareté même des produits de premières nécessité comme le sucre, l’huile et les produits agricoles ou encore le gel des programmes de logement pour les quartiers populaires qui souffrent de mauvaises conditions d’habitation, d’eau et de sanitation.
La crise économique touche son comble pour la population, la dette Algérienne extérieur double jusqu’à 26 milliards de Dollars Américains sans amélioration du niveau de vie Algérien.

### Le début des troubles populaires
Le 4 octobre 1988, les premières étincelles des manifestations commencent à Bab El Oued (Alger), pour les revendications sociales. Mais ces protestations pacifiques ne tardent pas à tourner vers la confrontation avec les forces de l’ordre de la police qui débutent les arrestations et les détentions au moment où les protestataires s’approchaient des bâtiments publics comme le siège de l’ancien parti unique. Le bouillonnement populaire continue le lendemain et jusqu’au 10 octobre 1988, marquant une date qui a changé l’histoire politique de l’Algérie contemporaine les événements du 5 octobre 1988 en Algérie, puisqu'elle aboutit au multipartisme, l’organisation des élections et la levé de la supervision de l’état sur l’économie.

### Le5 octobre 1988
Le 5 octobre 1988, les manifestants décident des sorties en masse organisées avec les associations et tous les mouvements politiques ; cela boucle la capitale, Alger, et provoque des dégâts dans tout le territoire national, décrits « d’énormes » par le général Khaled Nezzar, chargé de la sécurité de la capitale depuis l’annonce de l’état de siège le 6 octobre 1988 par le président Chadli Bendjedid.